# Jalovice

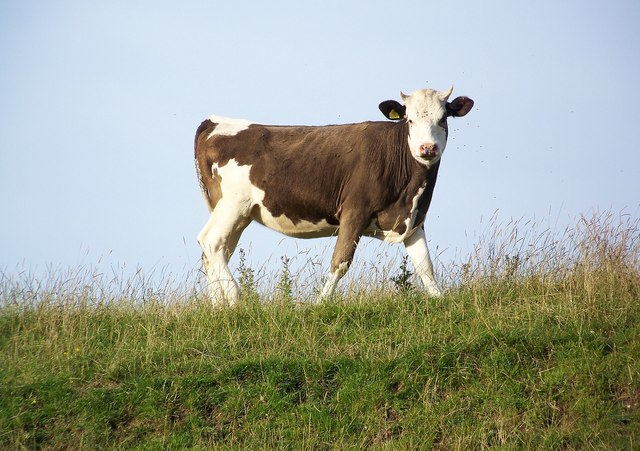
Jalovice

Jalovice je samice skotu starší 6 měsíců. Telata samičího pohlaví mladší šesti měsíců jsou označována jako jalovičky. Po otelení (porodu) se z jalovice stane kráva. Před otelením není možné jalovice dojit, neboť k produkci mléka dochází právě až po narození prvního mláděte.